# Róbinson Zapata
Róbinson „Rufay“ Zapata Montaño (* 30. September 1978 in Florida, Valle del Cauca) ist ein ehemaliger kolumbianischer Fußballspieler. Der Torwart absolvierte vier Länderspiele für Kolumbien und gewann auf Klubebene mit Independiente Santa Fe die Copa Sudamericana 2015.

## Karriere
Die Karriere von Róbinson Zapata begann beim kolumbianischen Spitzenklub América de Cali, wo er schon früh zum Stammtorwart wurde. Im Jahr 1999 holte er mit dem Gewinn der Copa Merconorte seinen ersten Titel, im Jahr 2000 folgte die kolumbianische Meisterschaft. Er wechselte Anfang 2001 innerhalb der Primera A zu Real Cartagena und spielte mit seinem neuen Verein gegen den Abstieg in die Categoría Primera B. Ende des Jahres 2002 musste der Klub den Gang in die Zweitklassigkeit antreten und Zapata kehrte zu América zurück, wo er nach zwei durchwachsenen Spielzeiten die Apertura des Jahres 2004 für sich entscheiden konnte. Er wurde dabei aber nicht mehr regelmäßig eingesetzt.
Mitte des Jahres 2004 verließ Zapata Kolumbien und ging nach Argentinien, wo er zunächst bei Rosario Central und später bei CA Independiente einen schweren Stand hatte und kaum zum Einsatz kam. Mitte 2005 ging er zu CA Belgrano in die argentinische Primera B Nacional, zog aber schon nach einem halben Jahr zu Deportes La Serena weiter, das seinerzeit in der chilenischen Primera División spielte. Nach einer Platzierung im Vorderfeld am Ende der Apertura kehrte Zapata Mitte 2006 nach Kolumbien zurück und band sich an Cúcuta Deportivo. Mit dem Klub konnte er im selben Jahr die Finalización und damit erneut die Meisterschaft gewinnen.
Nachdem die Titelverteidigung knapp verpasst worden war, verpflichtete der rumänische Rekordmeister Steaua Bukarest Zapata im Sommer 2007. Bei Steaua etablierte er sich von Anfang an als Stammtorwart und spielt seit über drei Jahren bei dem Verein – so lange wie auf keiner Station zuvor. Nach der Vizemeisterschaft 2008 blieben die ganz großen Erfolge jedoch aus. Im Laufe der Saison 2009/10 verlor er seinen Stammplatz an seinen Konkurrenten Ciprian Tătărușanu und wurde zu Beginn der Spielzeit 2010/11 vorübergehend aus dem Kader der ersten Mannschaft verbannt.
Während der Winterpause 2010/11 wechselte Zapata ablösefrei zum Traditionsklub Galatasaray Istanbul. In der Rückrunde konnte der kolumbianische Torhüter bei Galatasaray nicht überzeugen, deshalb wurde sein Vertrag vorzeitig aufgelöst. Im Juli 2011 wechselte er zu Deportivo Pereira. Ein halbes Jahr später zog es ihn zum Ligakonkurrenten Itagüí Ditaires. Anfang 2013 wechselte er zum amtierenden Meister Millonarios FC, konnte mit seinem neuen Klub den Titel jedoch nicht verteidigen. Anfang 2014 zog er zu Independiente Santa Fe weiter. Mit Santa Fe gewann er in der zweiten Jahreshälfte der Saison 2014 die kolumbianische Meisterschaft.
In der Saison 2015 kam Zapata in elf Spielen für Santa Fe zum Einsatz. Mit Santa Fe gewann er zudem die Copa Sudamericana 2015. Das Finale gegen den argentinischen Vertreter Club Atlético Huracán gewann das Team aus Kolumbien nach zwei torlosen Unentschieden im Elfmeterschießen. Zapata wurde durch drei gehaltene Elfmeter zum Held des Spiels. Am 31. Januar 2016 erzielte er im ersten Saisonspiel der Saison 2016 per Strafstoß das 0:1 im Spiel gegen Boyacá Chicó.
Nach der Saison 2018 endete der Vertrag von Zapata bei Santa Fe. Nach einem Jahr ohne Verein schloss sich der Torwart den Jaguares de Córdoba an, wo er nach einem Jahr seine Karriere beendete.

### Nationalmannschaft
Zapata debütierte am 5. Juli 2007 im Spiel gegen die Vereinigten Staaten im Rahmen der Copa América 2007 für die kolumbianische Fußballnationalmannschaft und wurde in der Schlussphase des Spiels des Feldes verwiesen. Es folgten im Herbst desselben Jahres zwei Freundschaftsspiele, ehe er am 29. Mai 2008 im Freundschaftsspiel gegen Irland für sein Land auflief.
Róbinson Zapata wurde als Ersatztorhüter für das kolumbianische Aufgebot während der Copa América Centenario 2016 nominiert.

## Erfolge
América de Cali
- Sieger der Copa Merconorte: 1999
- Kolumbianischer Meister: 2000, 2004-I

Cúcuta Deportivo
- Kolumbianischer Meister: 2006-II

Independiente Santa Fe
- Kolumbianischer Meister: 2014-II, 2016-II
- Superliga de Colombia: 2015, 2017
- Copa Sudamericana: 2015
- Copa Suruga Bank: 2016

Steaua Bukarest
- Rumänischer Vizemeister: 2008